# 红其拉甫口岸
红其拉甫陆路（公路）口岸，通称红其拉甫口岸，是中华人民共和国设立的唯一与巴基斯坦伊斯兰共和国间的陆路口岸，与其对应的是巴基斯坦吉尔吉特-巴尔蒂斯坦的苏斯特口岸。红其拉甫口岸通常指位于红其拉甫山口国门的红其拉甫出入境邊防檢查站，也有资料用以指位于塔县县城外1公里处的口岸检查检验机构。

## 历史

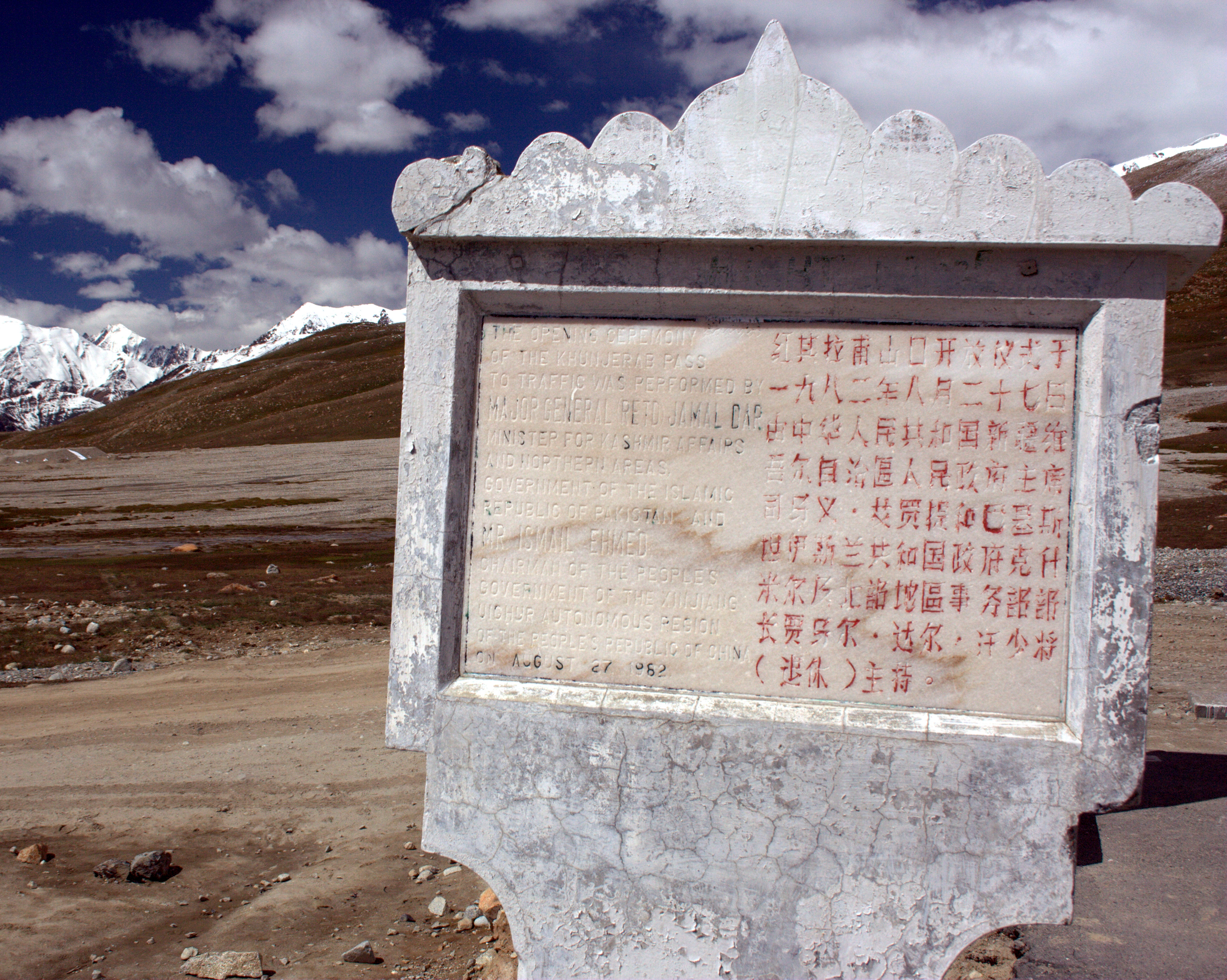
红其拉甫中巴界碑旁的红其拉甫山口开放纪念碑

1981年9月，中巴两国政府达成原则协议，同意开放红其拉甫山口。1982年8月22日，司马义·艾买提和贾玛尔·达尔·汗分别代表中巴双方政府在伊斯兰堡签订《中华人民共和国政府和巴基斯坦伊斯兰共和国政府关于开放红其拉甫山口的议定书》。根据该协议，中方口岸将位于皮拉力，距边界线三十四公里，巴方口岸位于底河，距边界线五十二公里；山口暂不对第三国开放。1983年5月，红其拉甫口岸正式对中巴两国公民开放，5月14日，喀什市至巴基斯坦的国际客运班车开通。1986年5月1日，正式向第三国人员开放。由于红其拉甫口岸向第三国开放，巴基斯坦等国商人在喀什市街头及旅行社随处出售物品，喀什市于1986年7月26日制定《外籍旅客来喀经商管理暂行办法》，在吐休克代尔市场开设外籍市场和定点招待处，以规范外籍商人的行为。
口岸办公地点最初设立在红其拉甫山口附近的皮拉力，因地处高海拔的帕米尔高原，缺氧严重，气候恶劣，口岸检查检验机构于1993年下迁至塔什库尔干县城办公，位于县城外1公里处，出入境手续及海关验放手续等均在此处办理。2000年7月，分裂主义者从红其拉甫口岸走私进境枪支炸药时被发现，破获“五四”式手枪3支，钢笔式手枪2支，炸药7管，抓获犯罪嫌疑人4名。2005年3月28日，喀什行署副专员陈季率考察代表团在伊斯兰堡召开首届中国喀什·南亚中亚商品交易会发布会。2005年5月7日，参加喀交会的巴基斯坦客商和官方代表乘飞机抵达喀什，并随该架飞机携带部分货物，其他巴基斯坦客商和货物则由红其拉甫口岸入境到达喀什参加交易会开幕式及有关商贸活动。2008年8月，喀喇昆仑公路改扩建项目一期工程正式启动，该工程南起雷科特桥，北至红其拉甫口岸，全长335公里。2012年，红其拉甫口岸H986集装箱查验系统的建设安装和投用被乌鲁木齐海关列为年度重点工作。2015年9月，喀喇昆仑公路改扩建项目一期工程正式通车，红其拉甫口岸至塔科特的通行时间由2天缩短至7小时。

## 开放日期
红其拉甫口岸为季节性开放边境，原本为每年5月1日至12月31日开关，1月1日至4月30日闭关。后改为每年4月1日至11月30日开关，12月1日至次年3月1日闭关。有时会在中秋节、国庆节、古尔邦节等节日期间闭关。2008年度开放期间则无节假日。该口岸的开放也受巴方苏斯特口岸的影响，如2006年苏斯特口岸为庆祝肉孜节，从10月22日至11月2日实行限制性闭关，将停止验放出入境货物，仅允许进出境旅客正常通行。根据2023年10月20日中华人民共和国和巴基斯坦伊斯兰共和国签署的联合新闻声明，双方宣布红其拉甫口岸常年开放。
2020年，红其拉甫口岸因2019冠状病毒病疫情影响而闭关。2023年1月19日至20日、1月30日至2月10日，红其拉甫口岸应巴方请求两次临时开关，放巴基斯坦急需的民生物资出境前往苏斯特口岸卸货。2023年4月3日，红其拉甫口岸恢复通关，当日便有中国籍旅客办理赴巴基斯坦手续。2023年4月7日，疫情后的首批巴基斯坦旅客自该口岸入境，口岸的旅客往来恢复。

## 位置与交通

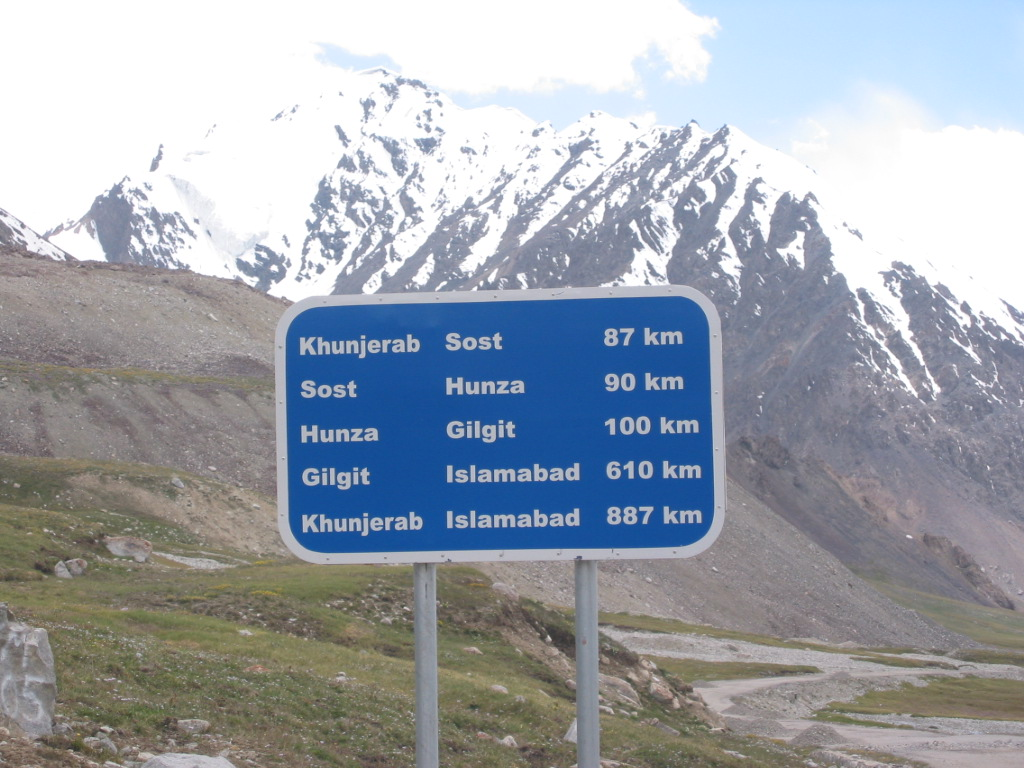
指示红其拉甫的路标

红其拉甫口岸位于新疆维吾尔自治区喀什地区西南部塔什库尔干塔吉克自治县境内，属帕米尔高原喀喇昆仑山脉。从红其拉甫口岸入境中国，至塔什库尔干县城130公里，至喀什市420公里，至乌鲁木齐1890公里；从红其拉甫口岸出境至巴基斯坦，至苏斯特125公里，吉尔吉特270公里，伊斯兰堡约870公里。

## 口岸海拔
该口岸是世界上海拔相當高的之一，但高度说法不一，一说口岸海拔4500米，一说国门口岸海拔5100米。红其拉甫国门的海拔则为4733米。

## 统计
2003年口岸共出入境人员11630人次，完成进出口货物44604吨，实现贸易额2823.11万美元。2011年，因修复巴基斯坦境内喀喇昆仑公路道路的需要，运抵红其拉甫口岸的物资主要是建筑材料、水泥、钢筋和工程车辆等，当年从红其拉甫口岸出口的水泥超过3万吨。2013年10月，化纤制礼拜毯经由红其拉甫口岸入境63.4吨，成为进口商品主要税源。“十三五”期间（2016年—2020年），红其拉甫口岸累计进出口货运量20余万吨。2017年，中巴两国在红其拉甫口岸的货运量达8.3万吨。2022年，红其拉甫口岸全年监管进出口货运量2.26万吨，较2021年增长358.9%。2023年两次临时开关累计出入境人员128人次，出入境运输工具328辆次、出口货物6000余吨。

## 口岸联检单位
红其拉甫出入境边防检查站负责口岸出入境边防检查及126公里孔道监管等任务。红其拉甫边防检查站曾被国务院、中央军委授予“模范边检站”称号，是公安系统第一个获得该荣誉的单位。2008年，该站被中共新疆维吾尔自治区党委表彰为“自治区民族团结进步模范集体”。
红其拉甫海关的前身是1968年组建的海关监管组，营盘位于海拔5000米的明铁盖达坂。1977年，水布浪沟支关设立，位于海拔4700米的水布浪沟。1983年，水布浪沟支关迁到海拔4200米的皮拉力，并更名为红其拉甫海关。1993年，红其拉甫海关迁至海拔3200米的塔什库尔干县城。2005年6月3日，国务院授予红其拉甫海关“艰苦奋斗模范海关”荣誉称号。

## 相关
电影《边关路》曾于2007年9月28日至10月8日在红其拉甫口岸取景拍摄。2013年，喀什—伊斯兰堡双向定期国际客运航线正式开通，红其拉甫陆路口岸不再是南疆地区中巴人员往来的唯一通道。

## 交通
喀喇昆仑公路（ 314国道）从这里经过，红旗拉甫陆运口岸因此成为连接中国和巴基斯坦N-35公路的主要陆上交通枢纽。现在中方口岸办公地点已经不在山口附近，而是撤回到塔什库尔干塔吉克自治县城外1公里处，出入境手续及海关验放手续均在这里办理。衛星圖可見道路部分拓寬為三線道。巴基斯坦一侧的建築維持原樣，据信设置有世界上海拔位置最高的自動櫃員機，由巴基斯坦国家银行和1LINK公司共同运营维护。

## 圖集

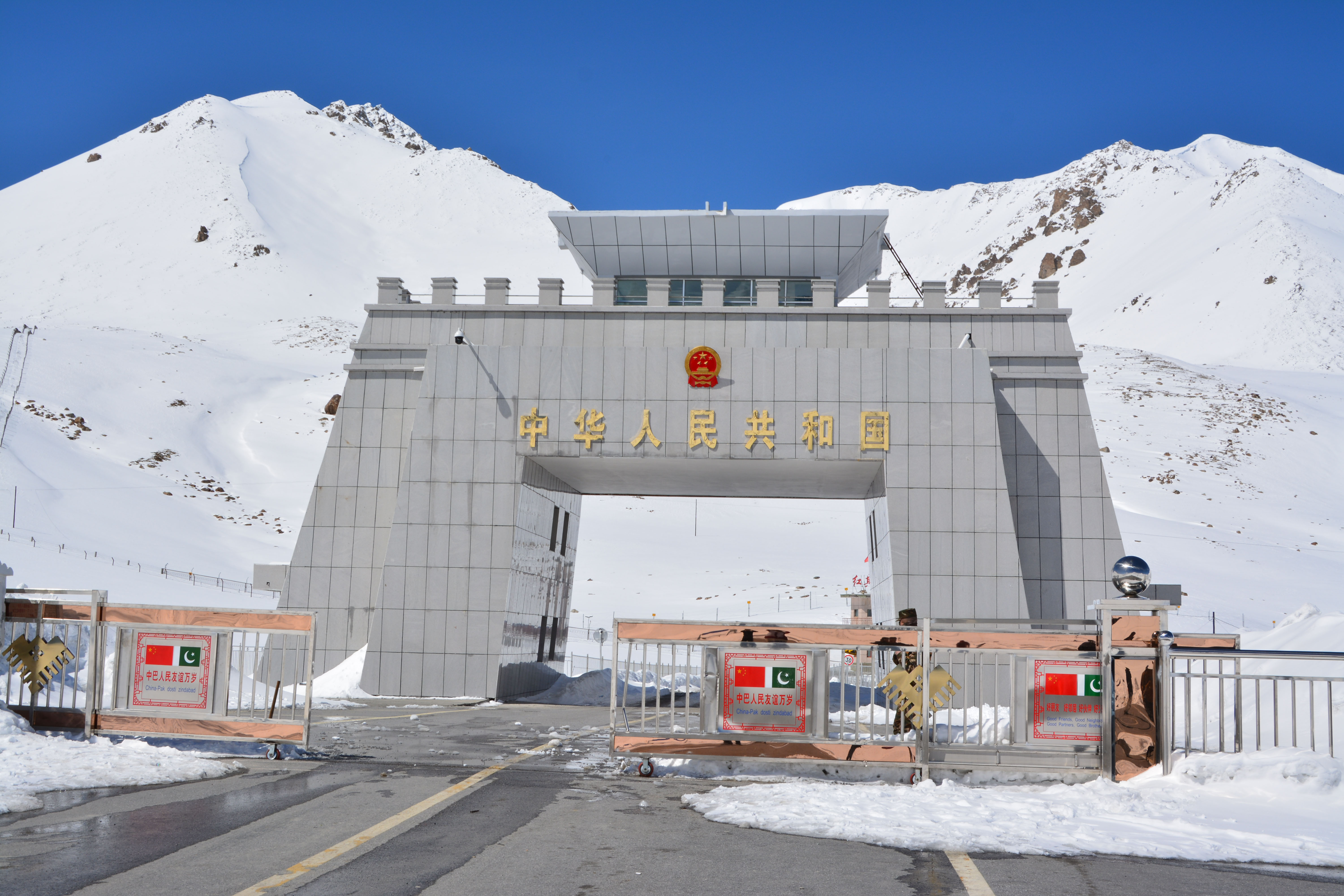
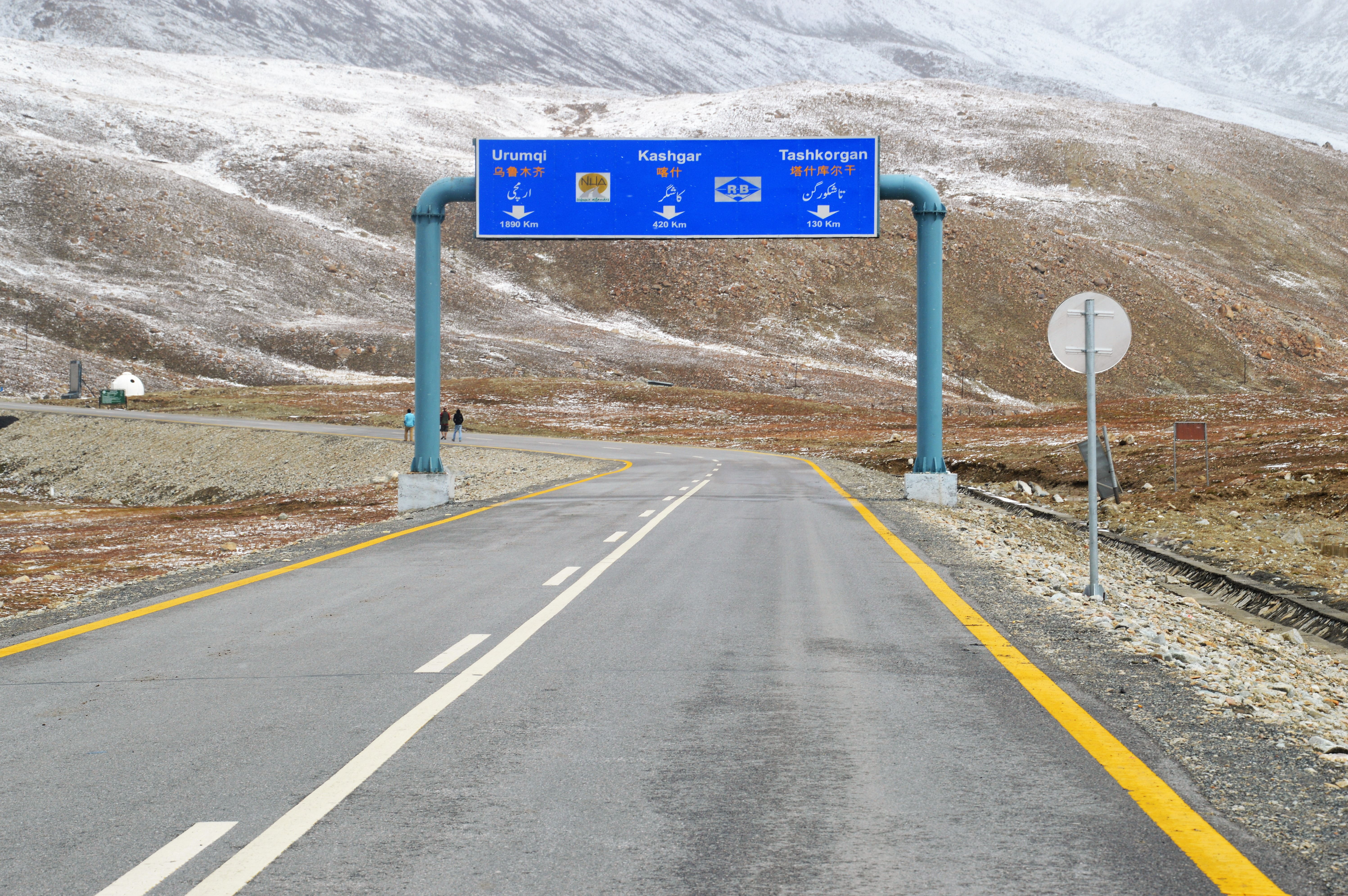
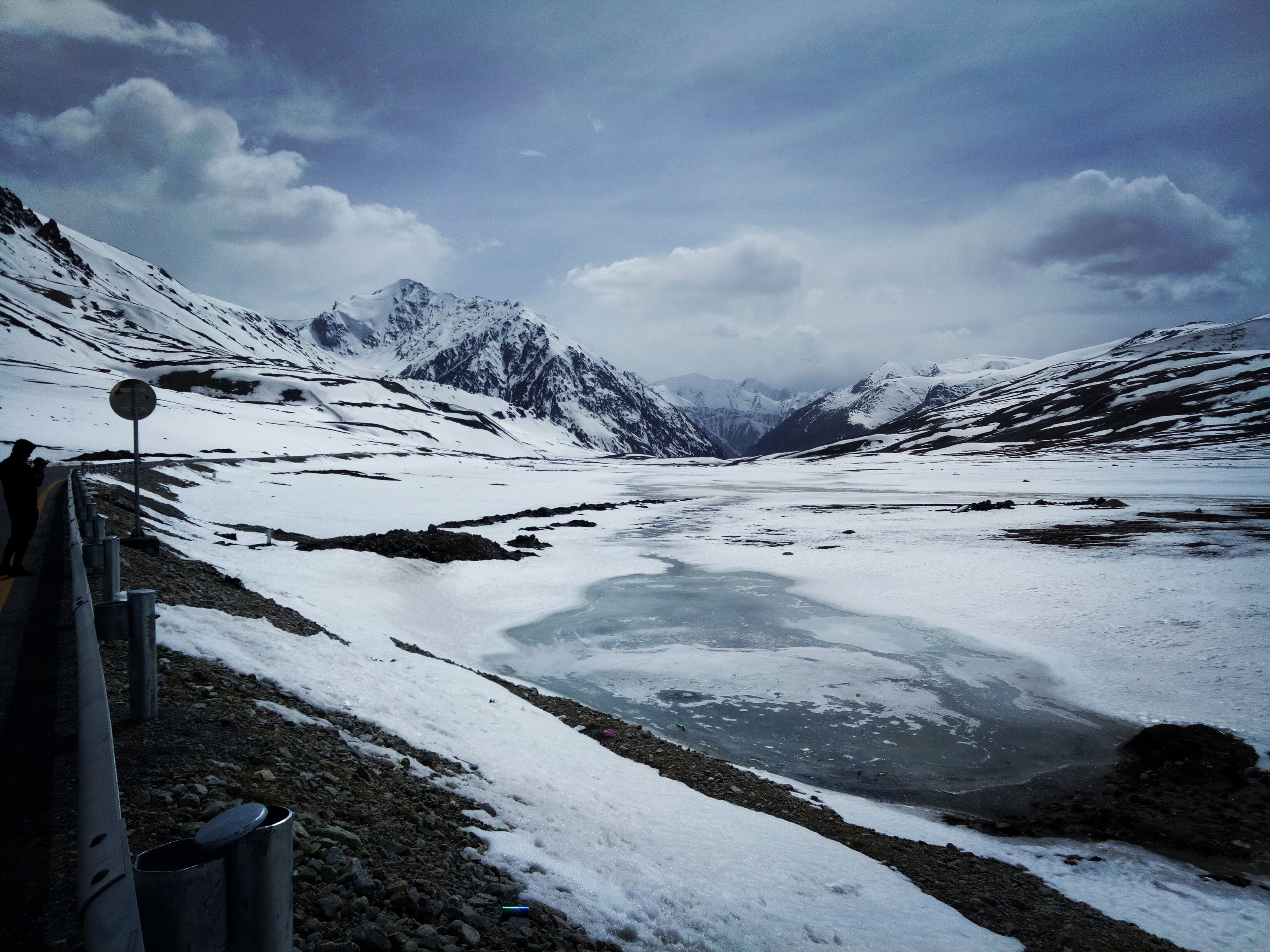
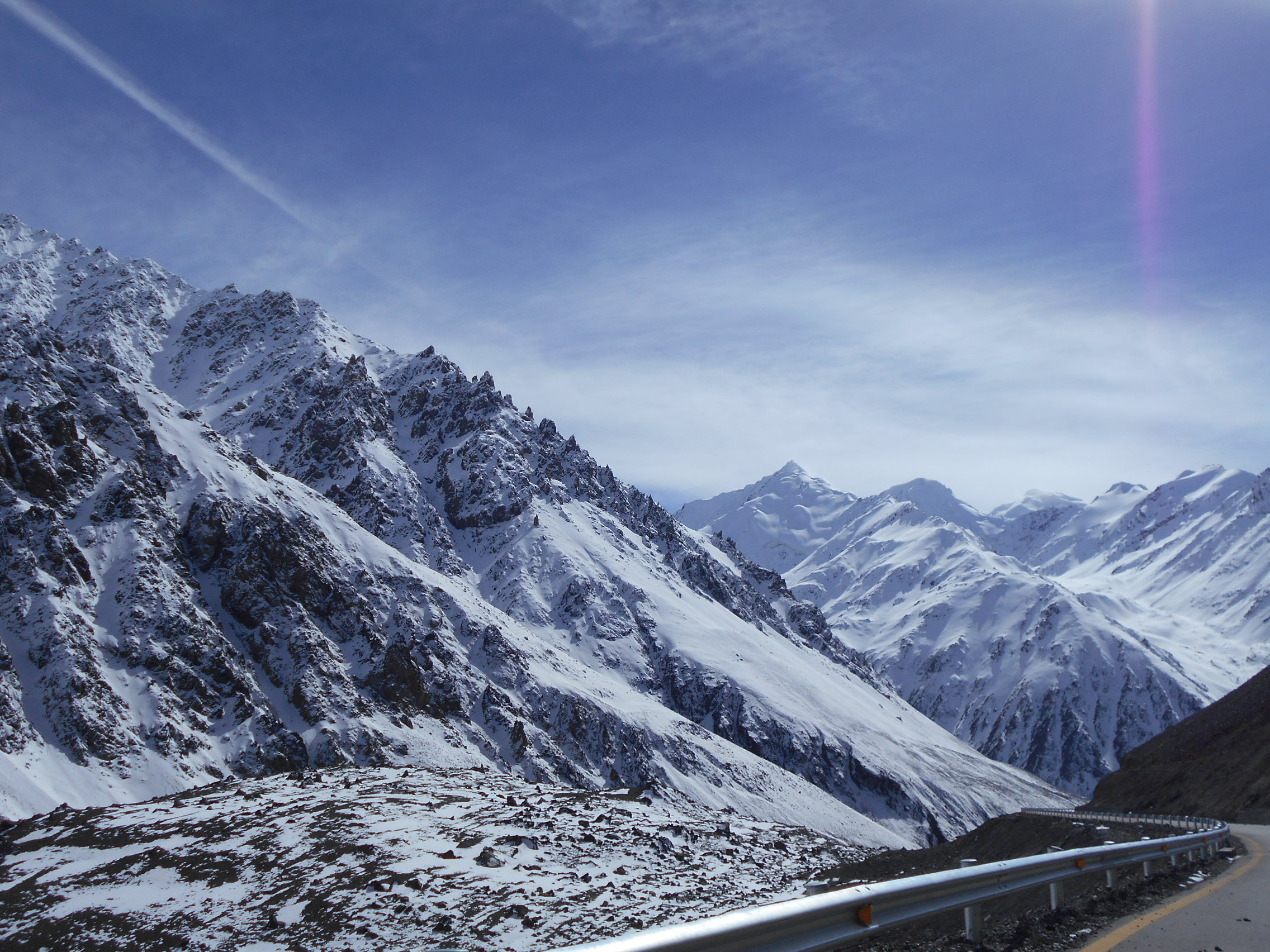
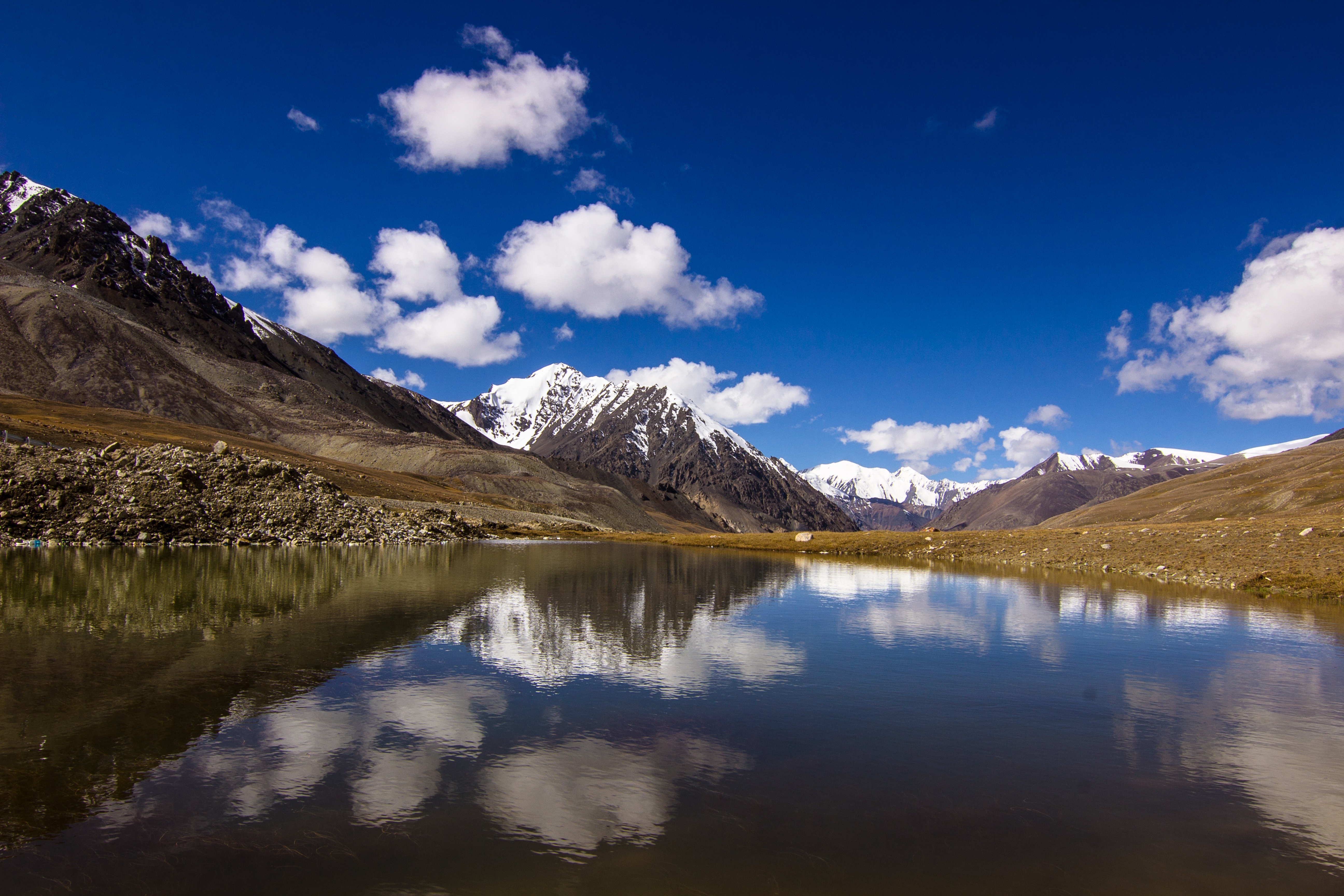
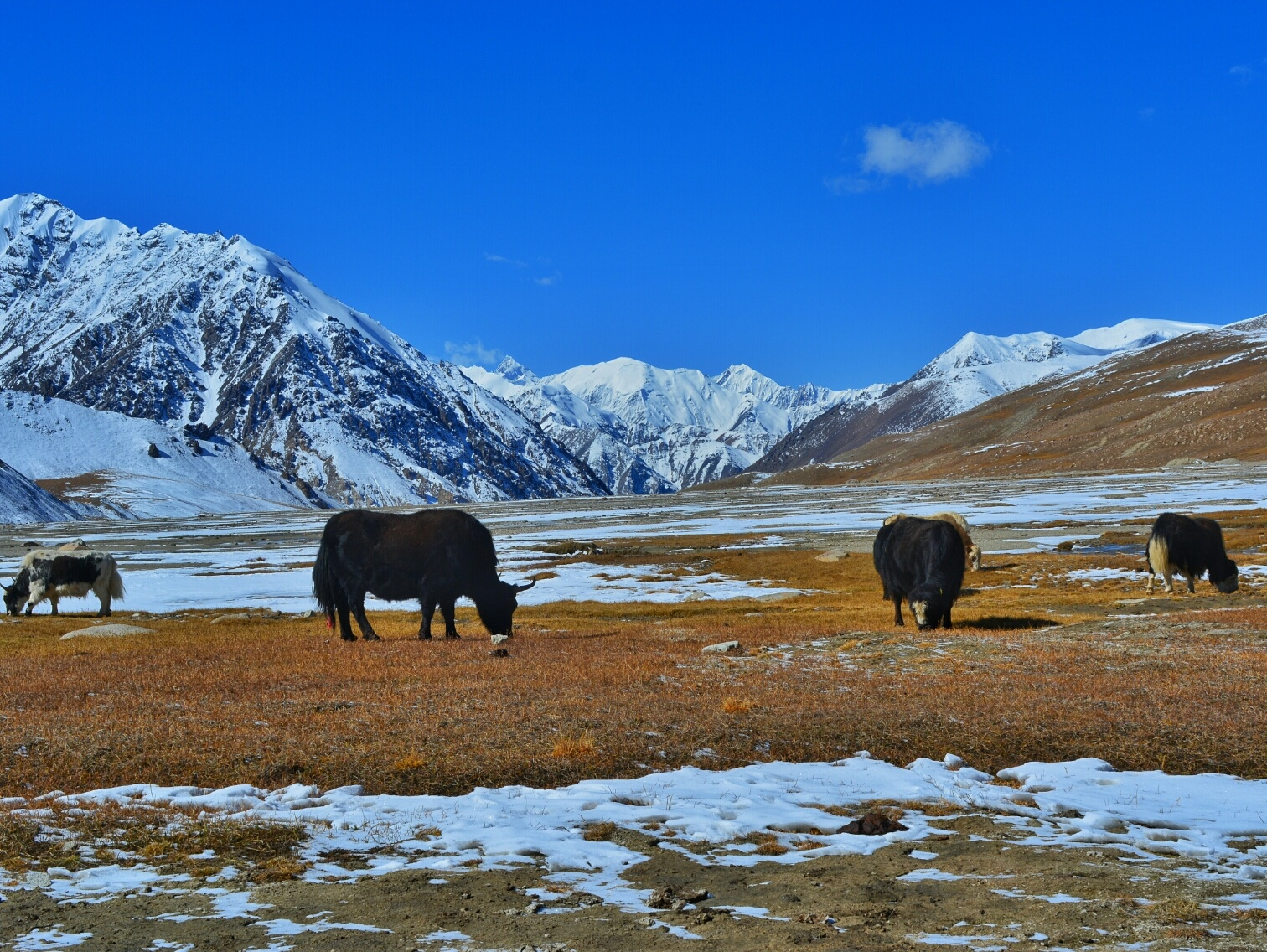
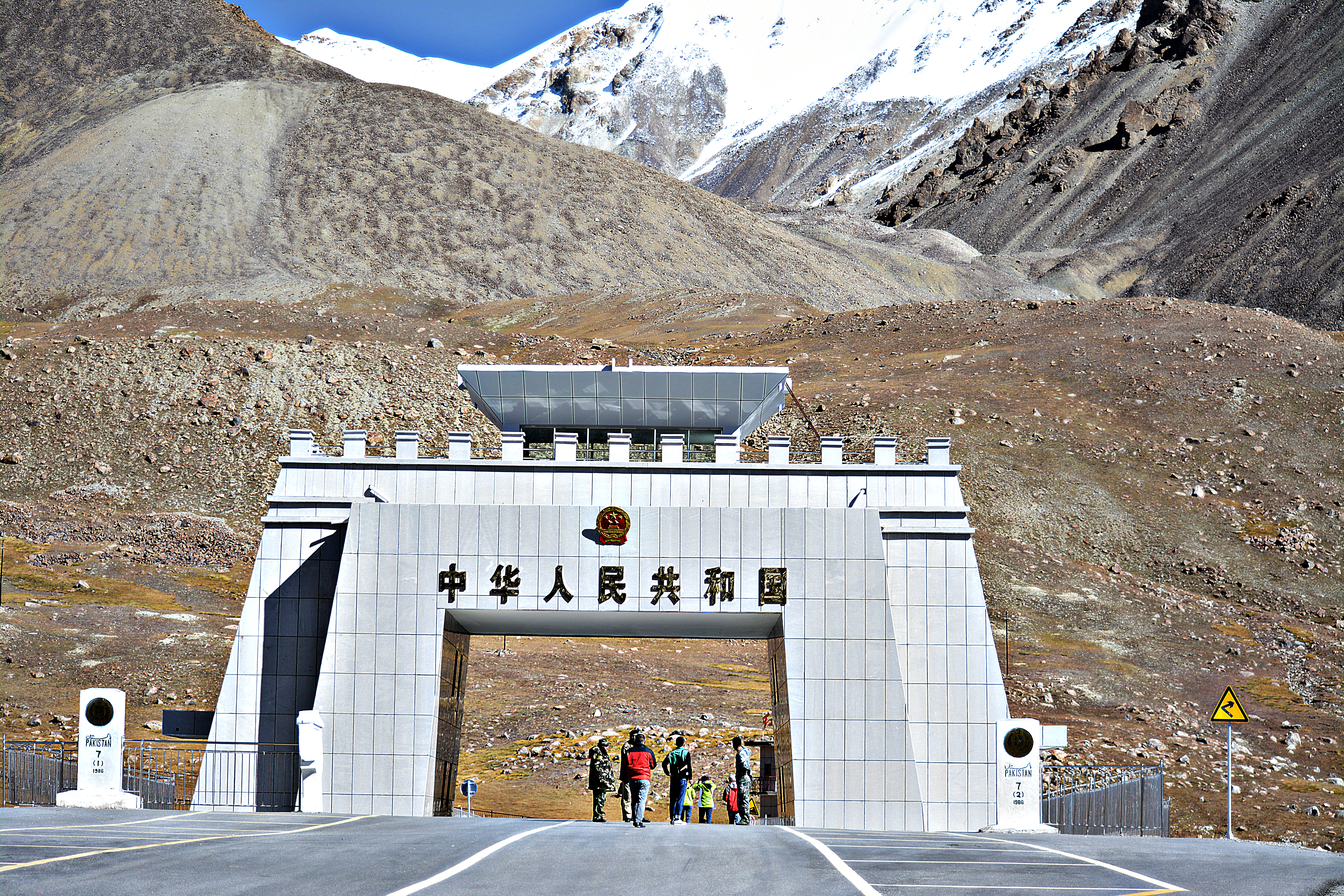
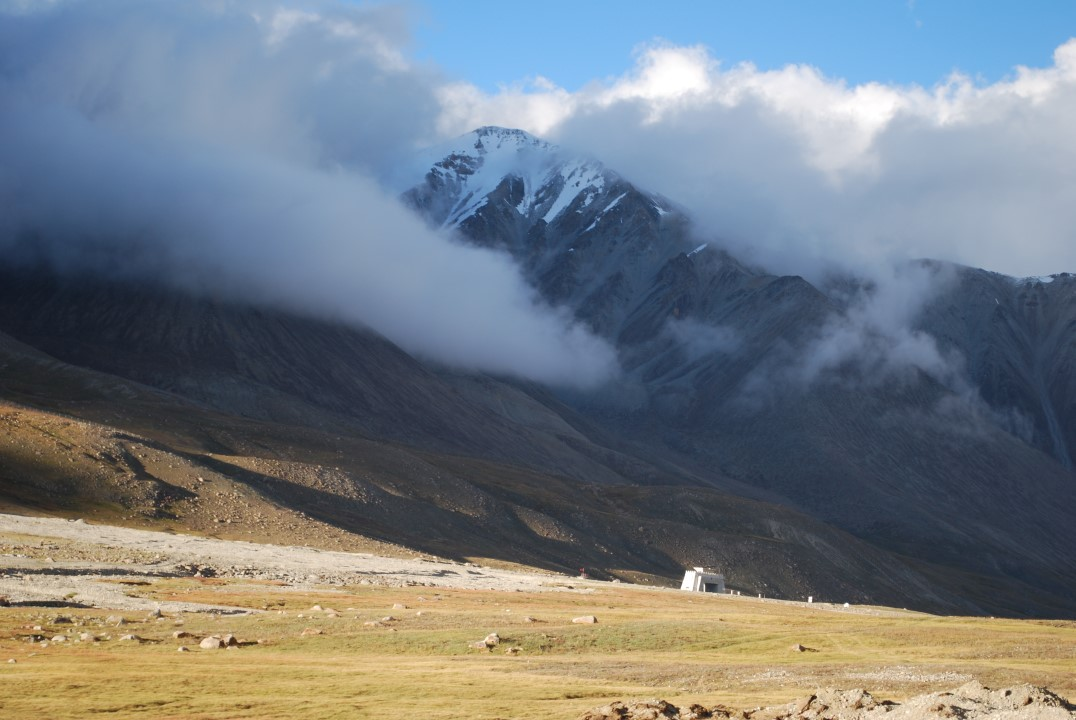
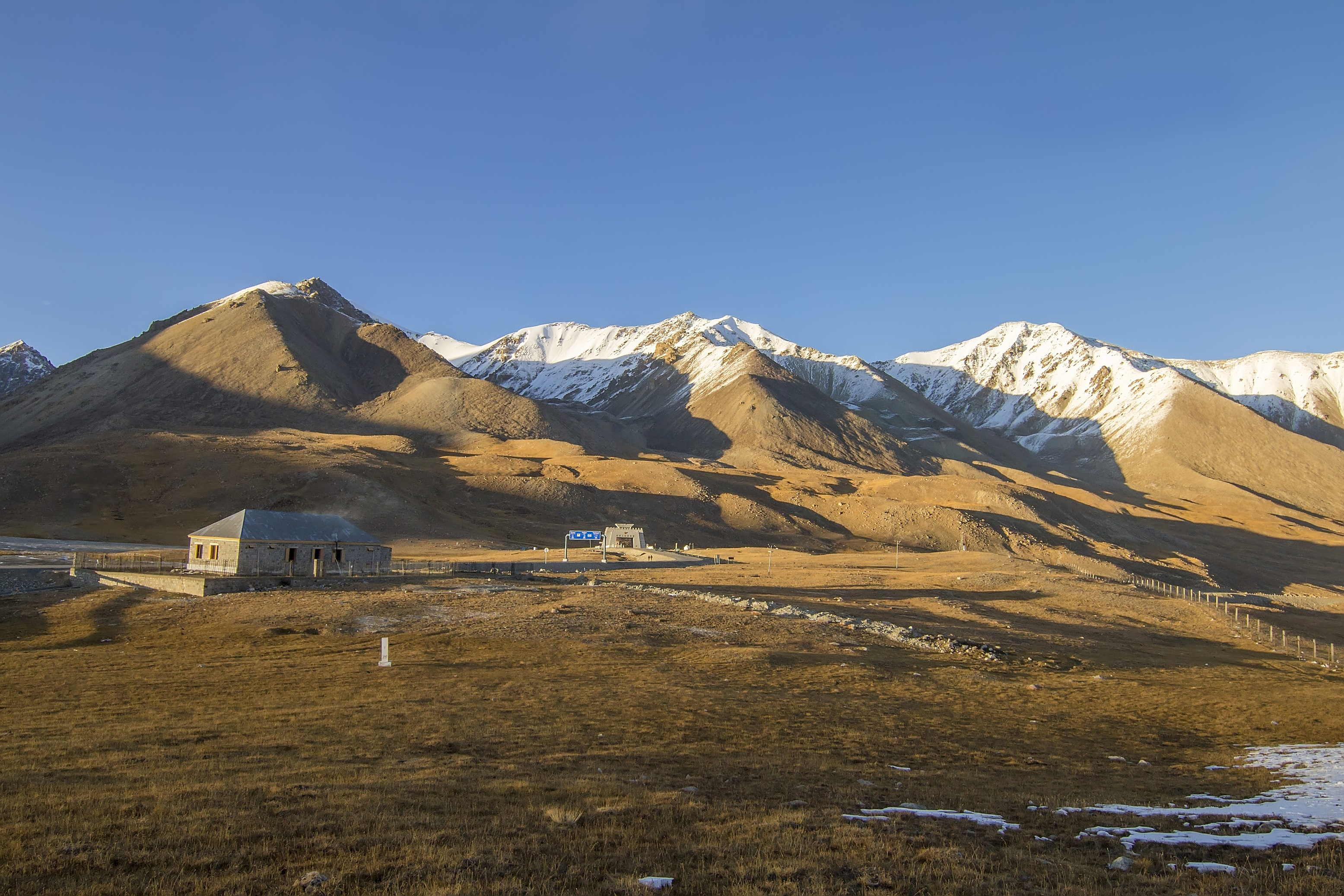
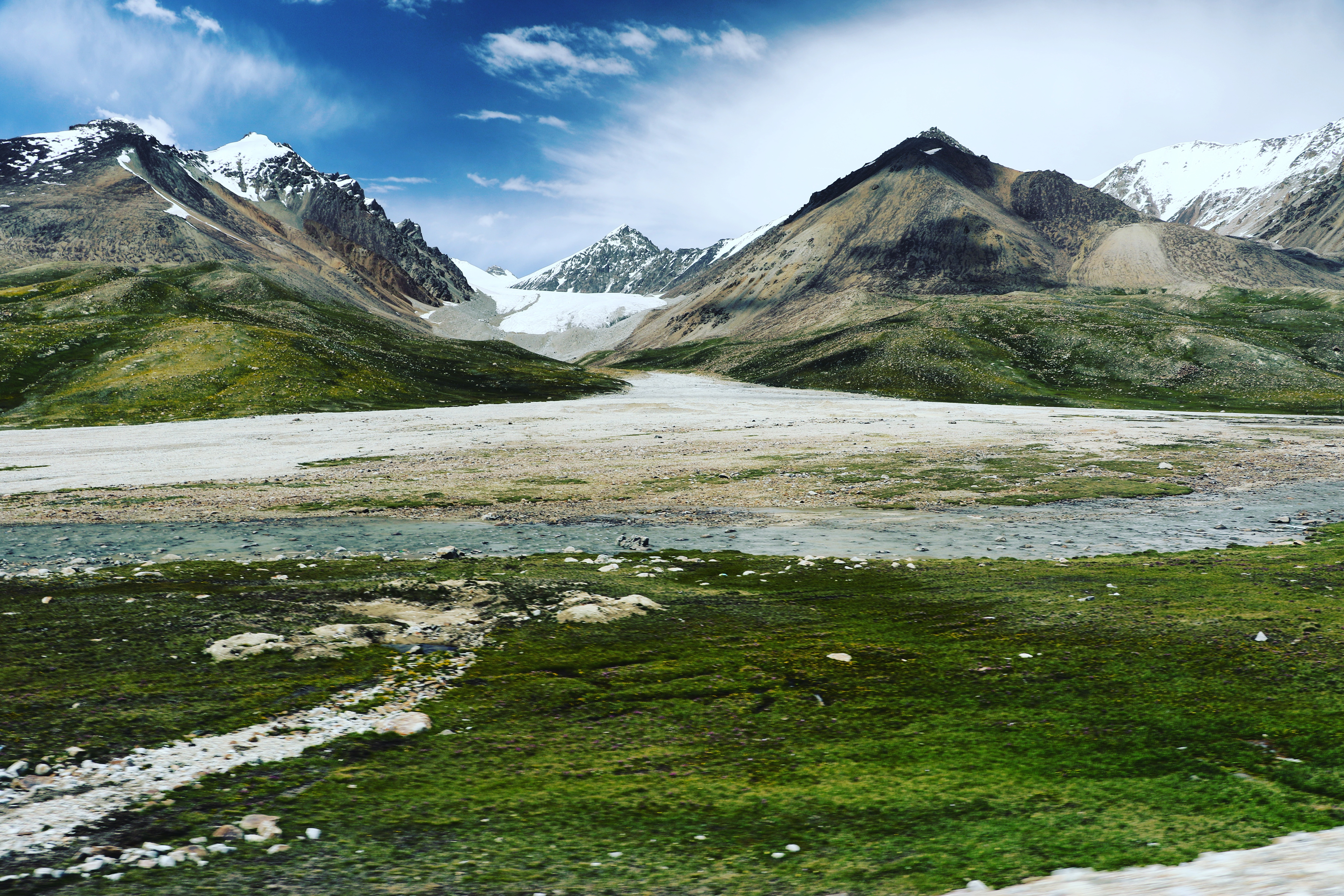
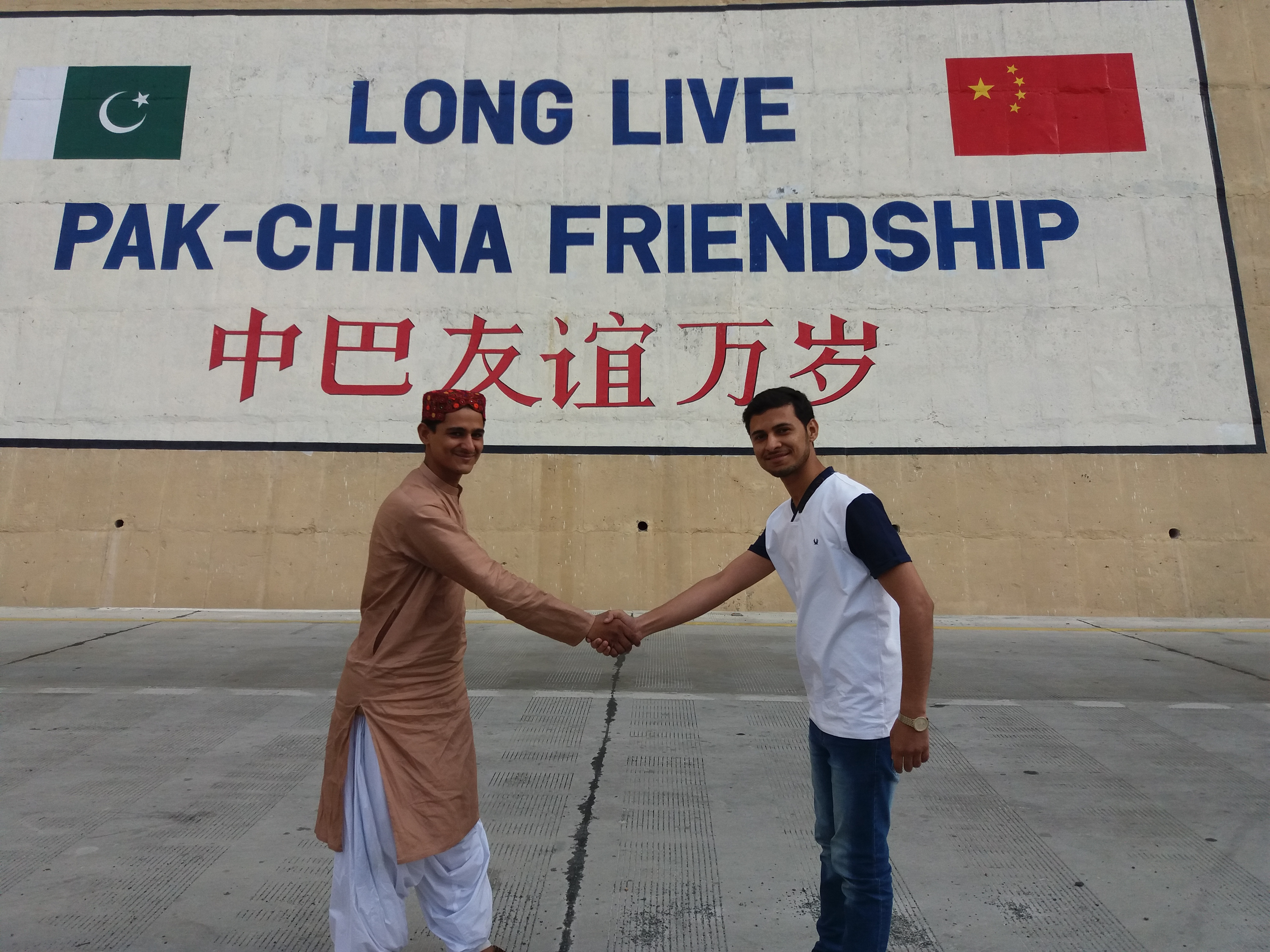
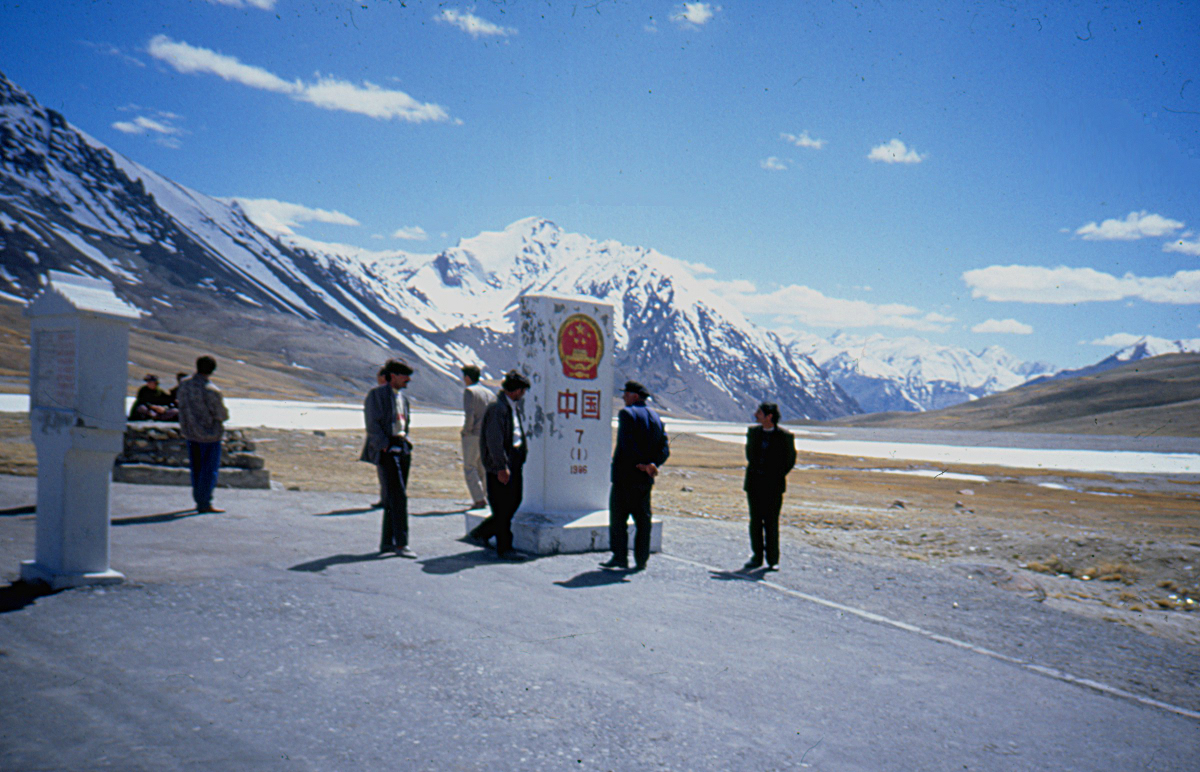
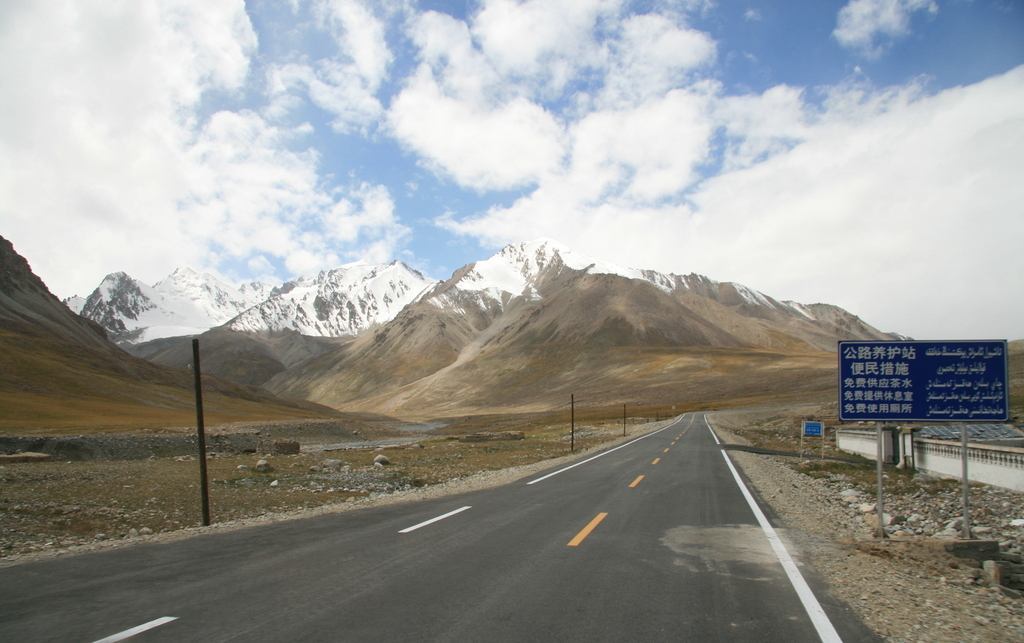
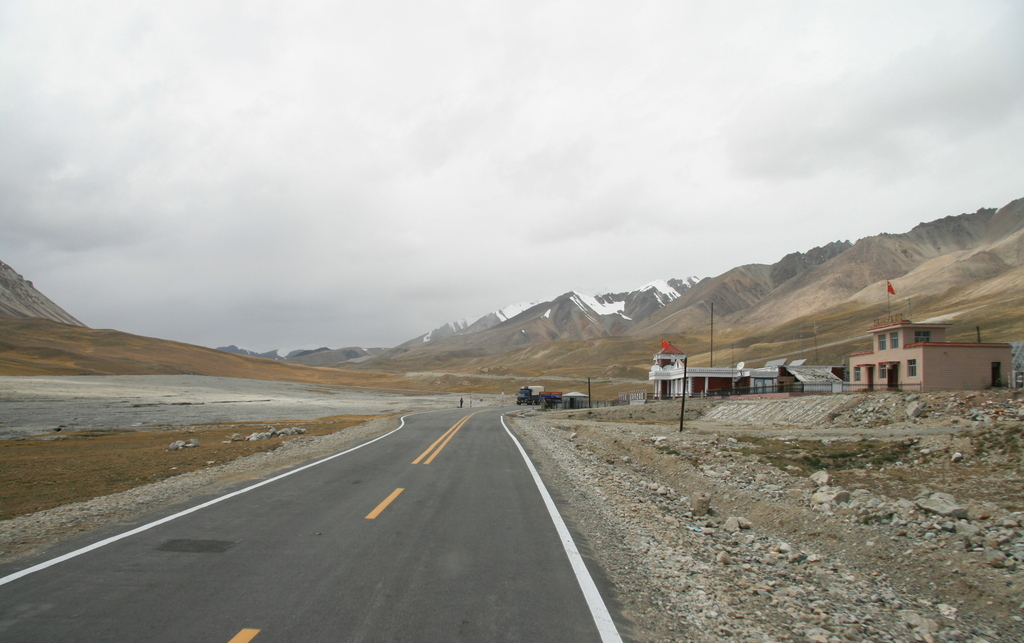
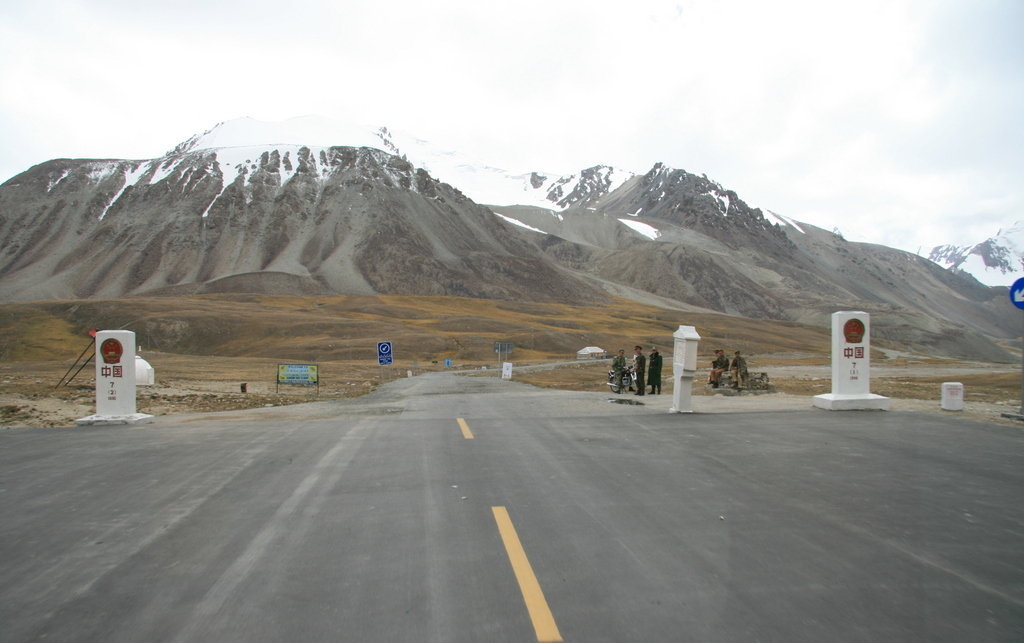
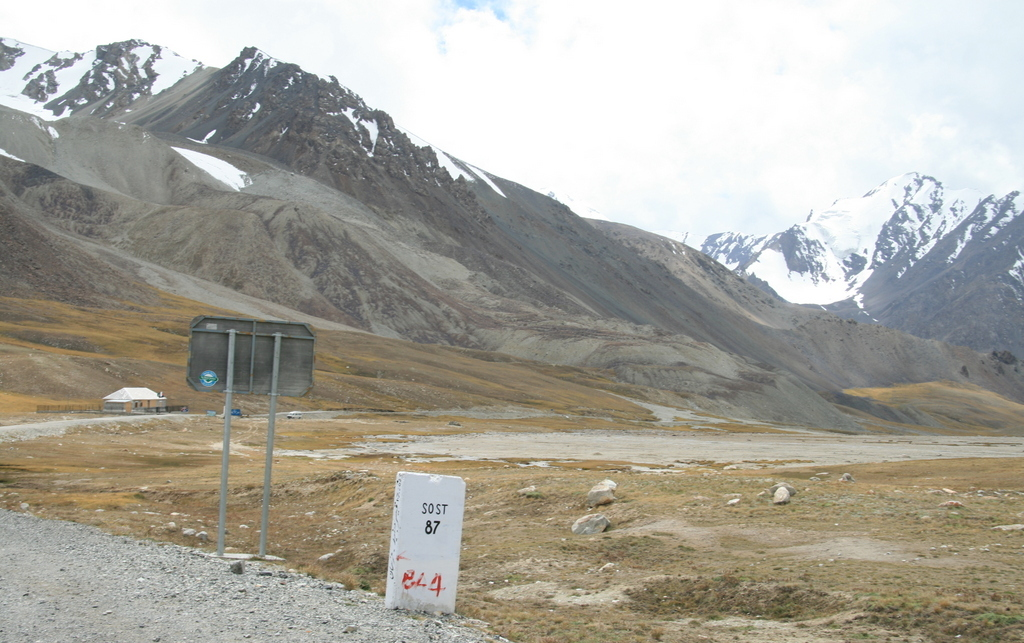
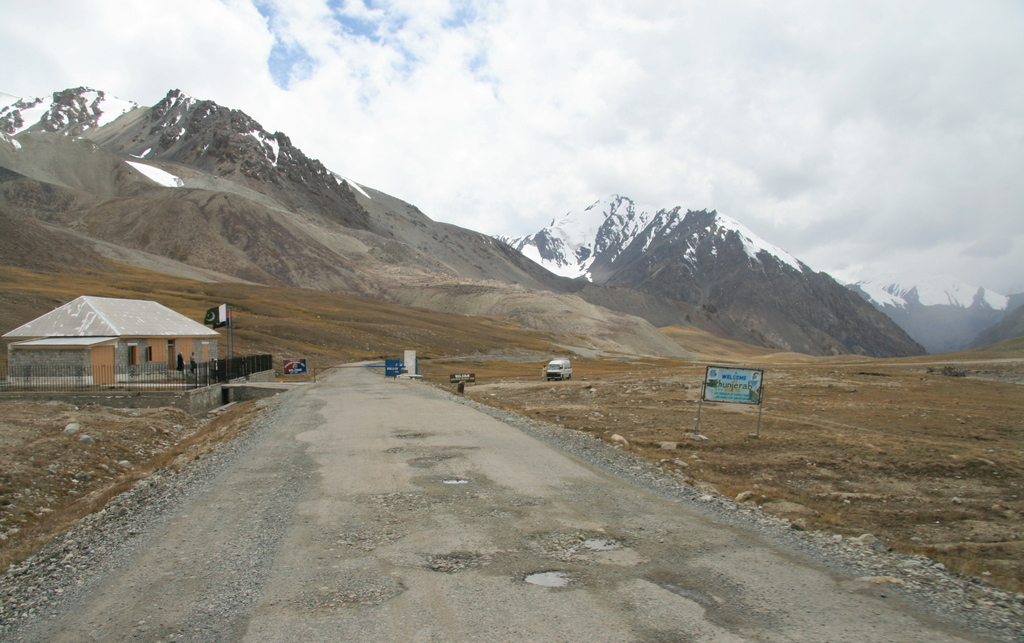
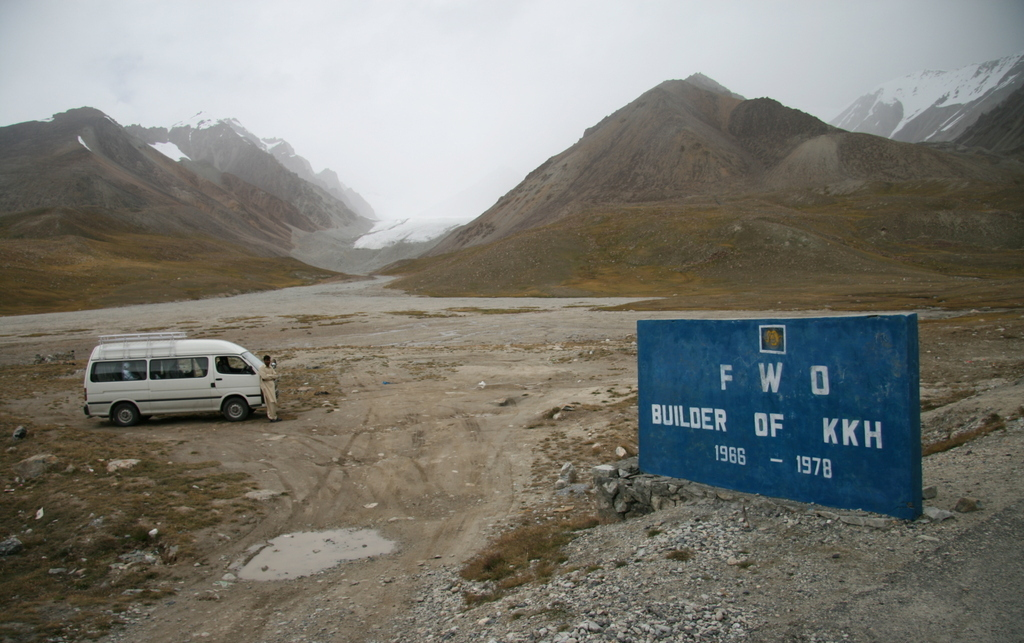
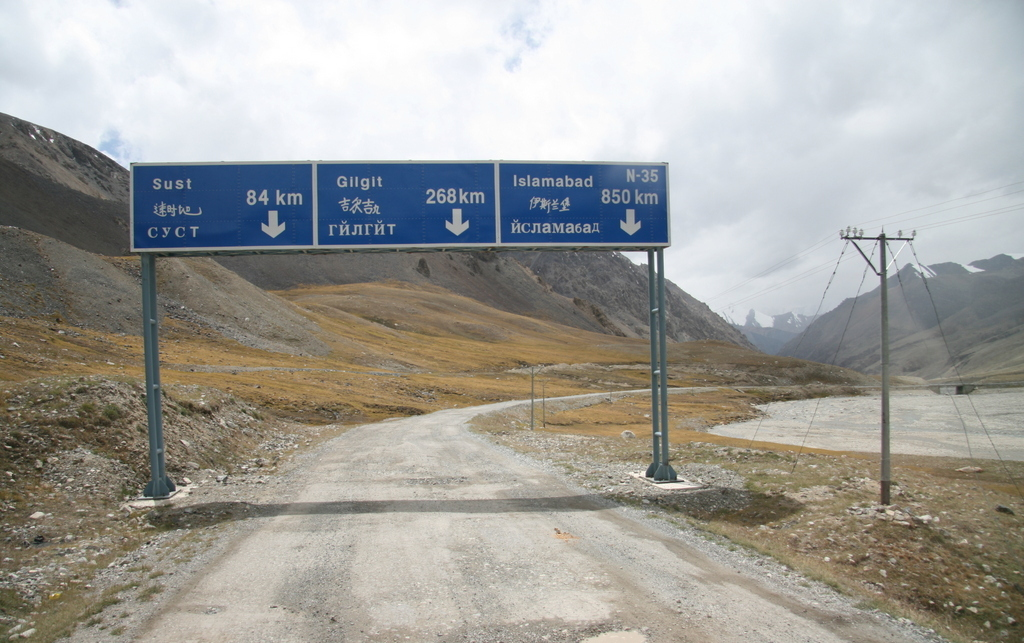
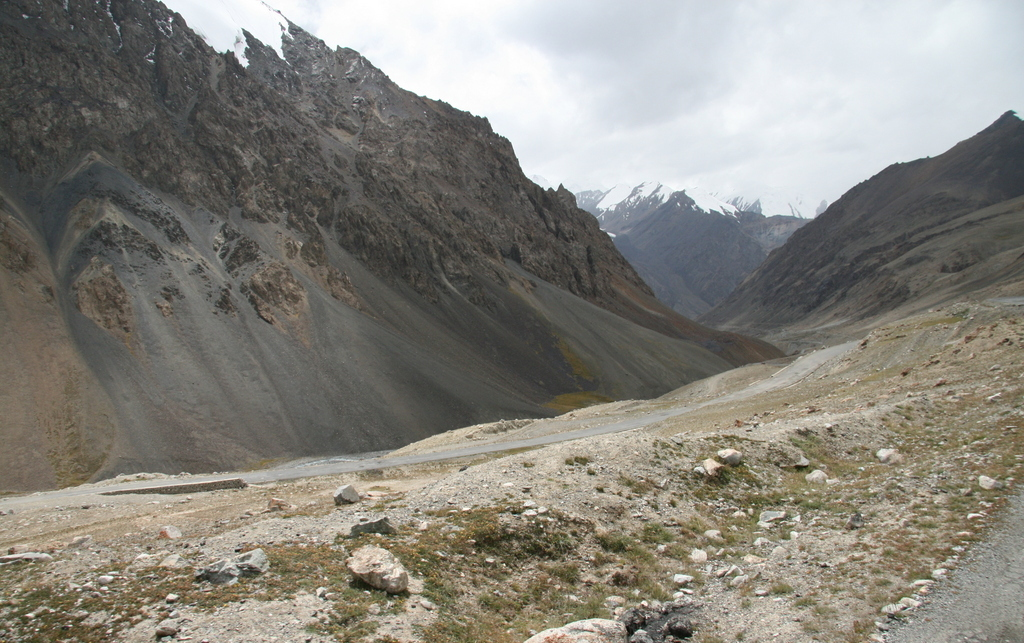
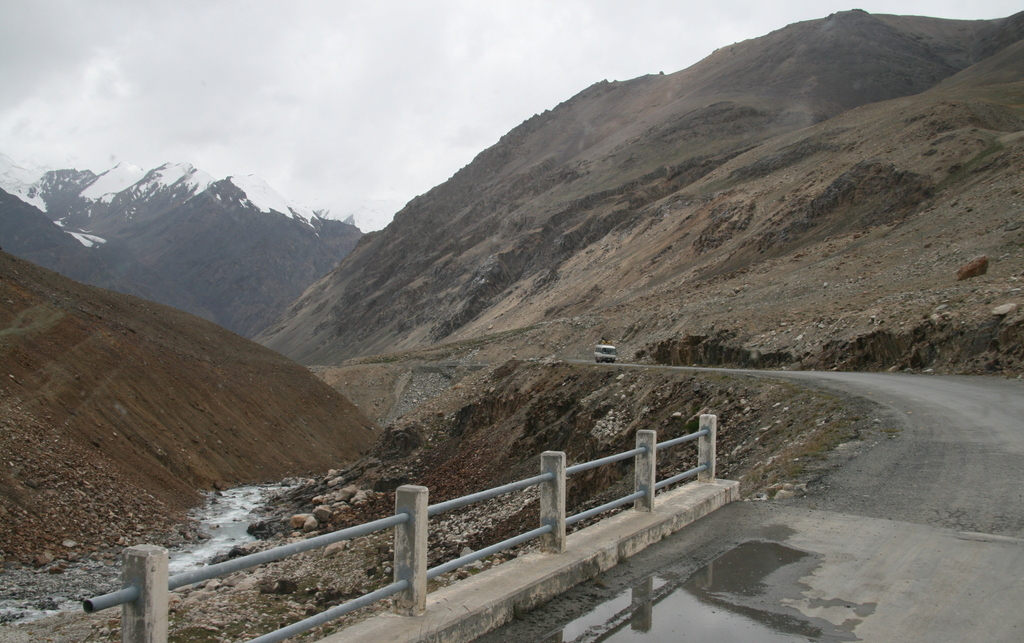
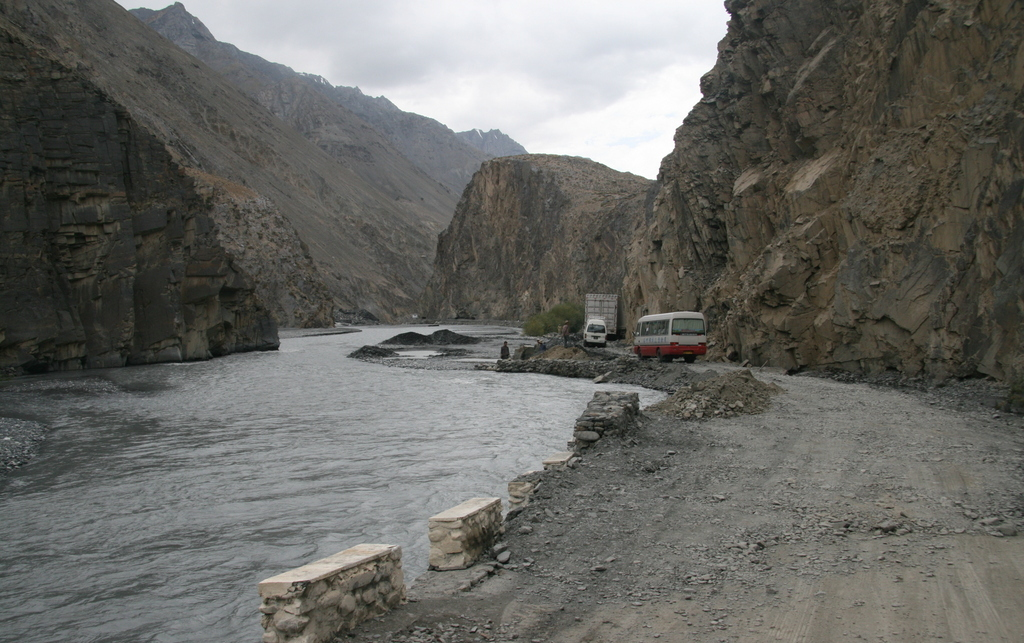
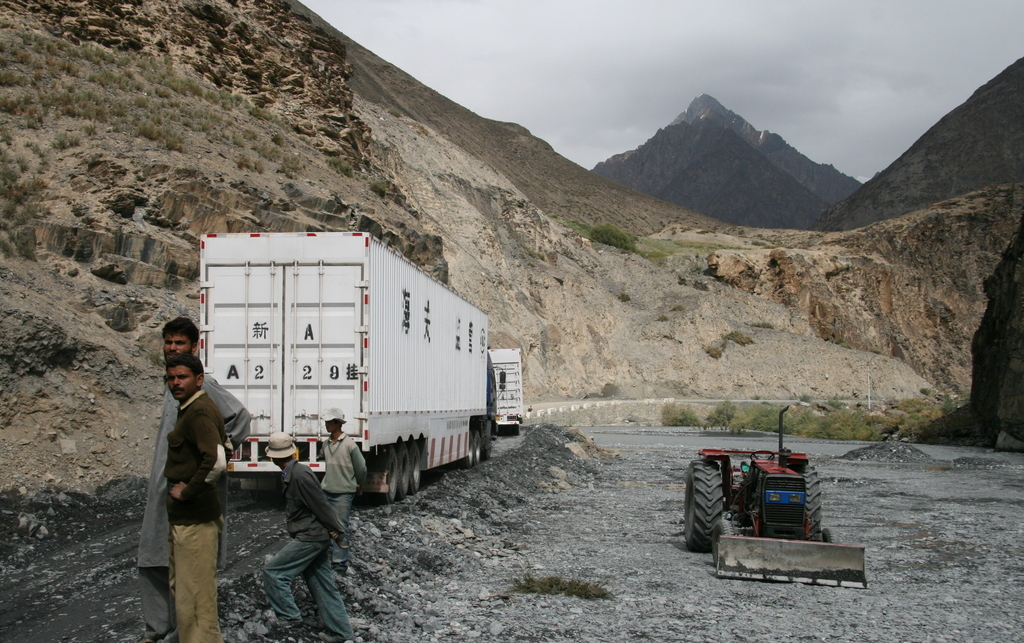
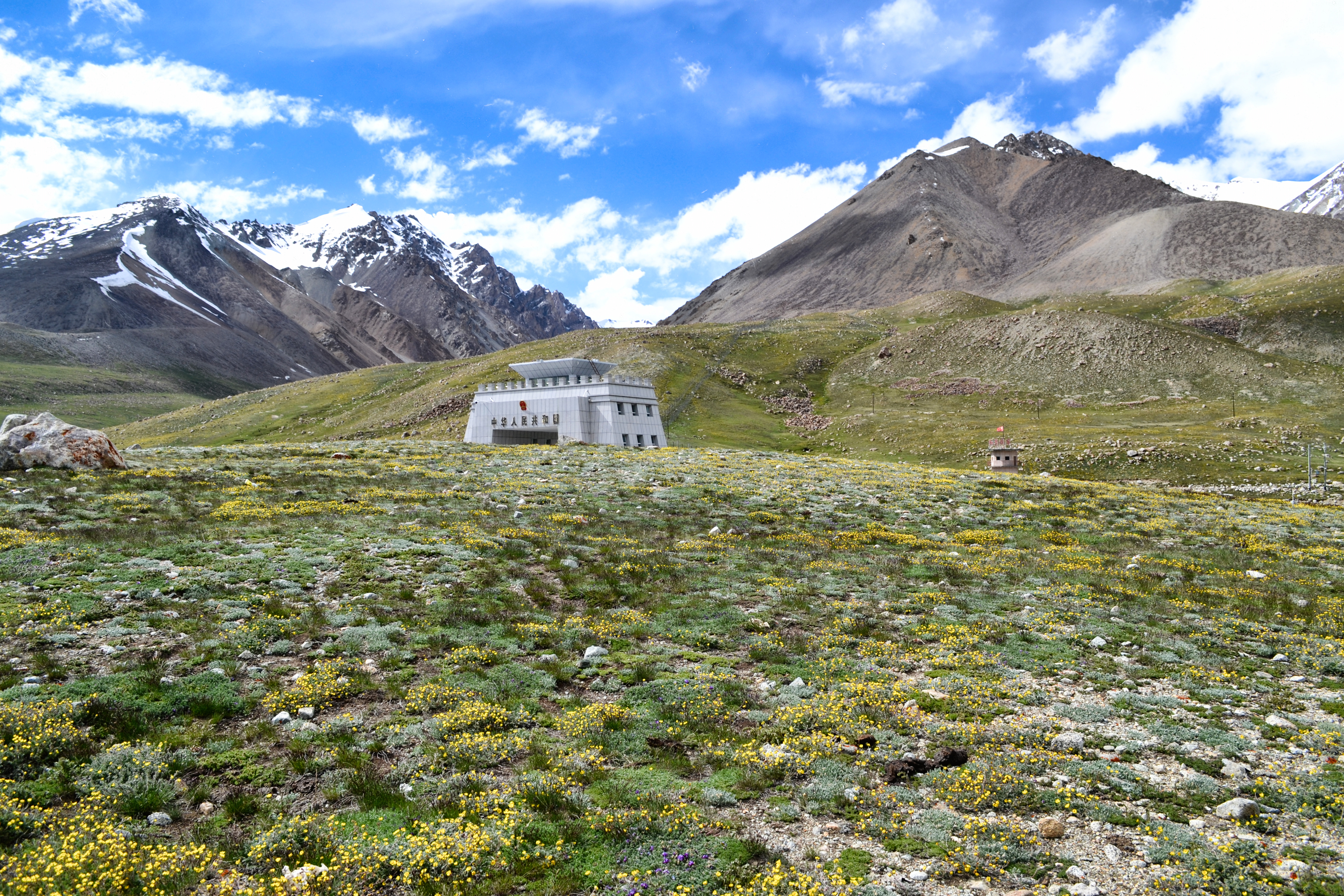
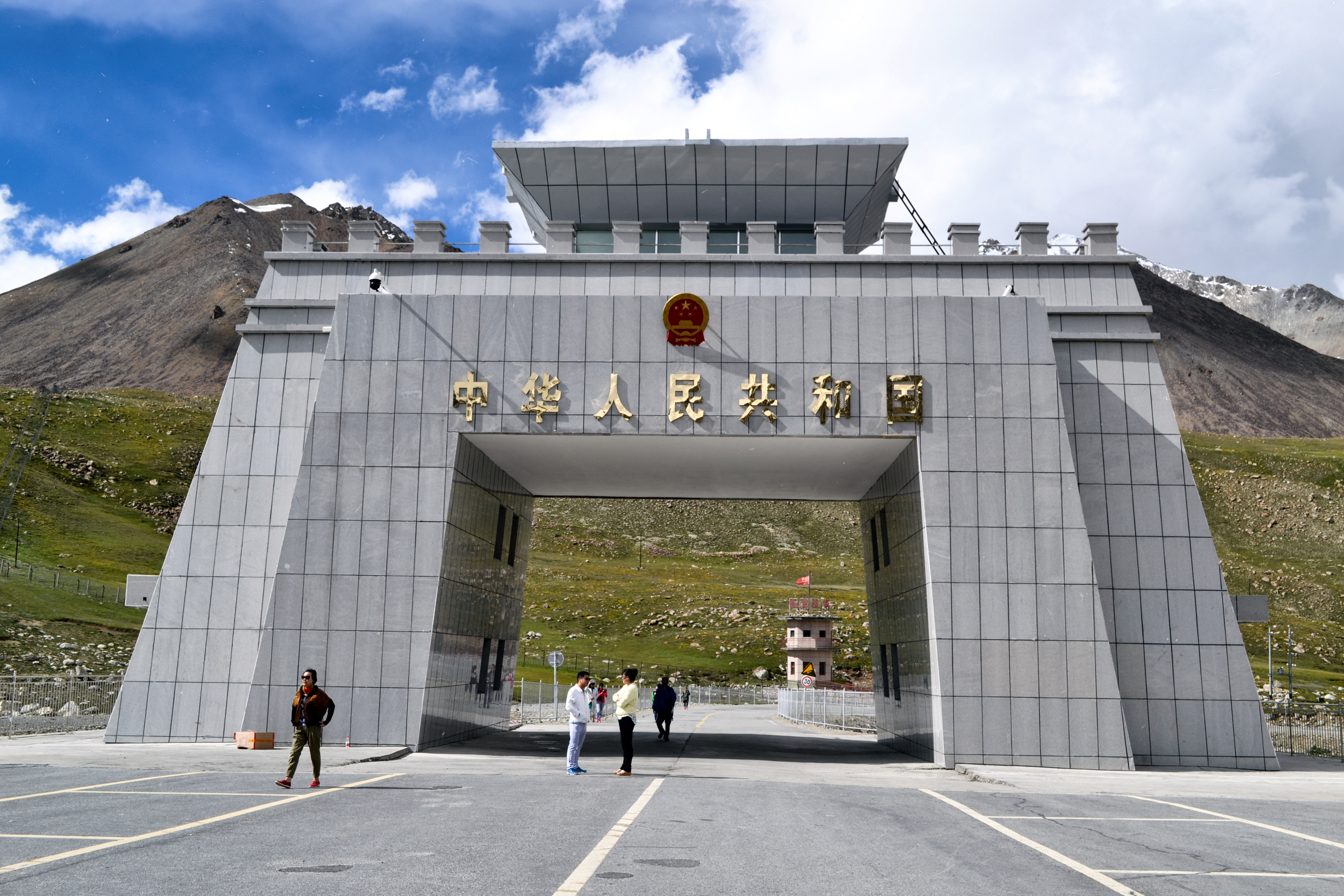

## 备注
1. ↑  “红其拉甫”又作“红旗拉甫”，如推荐性国家标准GB/T 917-2017《公路路线标识规则和国道编号》中编号G314的全称被记载为“乌鲁木齐—红旗拉甫公路”
2. ↑  “皮拉力”今名为“皮拉勒”
3. ↑  一说1982年8月27日开放[4]
4. ↑  国界孔道是指从边境边防检查前哨站到联检场所的通道

## 参見
- 314国道
- 684国道
- 亚洲公路4号线
- 喀喇昆仑公路